# Resolució 415 del Consell de Seguretat de les Nacions Unides
La Resolució 415 del Consell de Seguretat de les Nacions Unides, aprovada el 29 de setembre de 1977, va assenyalar una carta i una invitació del Regne Unit al president del Consell de Seguretat per nomenar un representant per "entrar en discussions amb el comissionat resident britànic i amb totes les parts que es refereixin els acords militars i acords associats que es considerin necessaris per fer la transició al govern de la majoria". El Consell va demanar al Secretari General de les Nacions Unides nomenar aquests representants i va demanar al Secretari General que enviés un informe sobre els resultats de les discussions tan aviat com fos possible i finalment va demanar totes les parts que cooperin amb el representant.
La resolució va ser aprovada amb 13 vots, amb una abstenció de la Unió Soviètica. La República Popular de la Xina no va participar en la votació.